# Horace Eaton

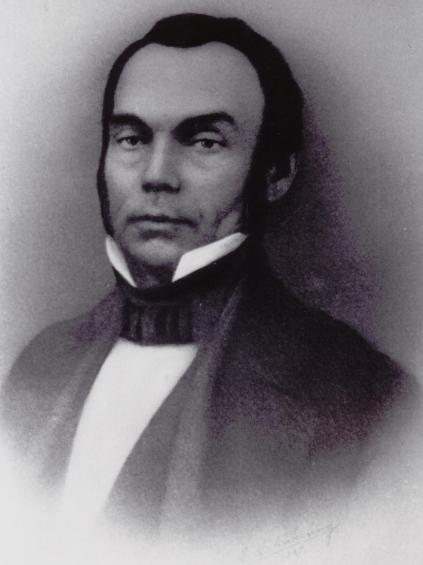
Horace Eaton

Horace Eaton (* 22. Juni 1804 in Barnard, Windsor County, Vermont; † 4. Juli 1855 in Middlebury, Vermont) war ein US-amerikanischer Politiker und von 1846 bis 1848 Gouverneur des Bundesstaates Vermont.

## Frühe Jahre und politischer Aufstieg
Horace Eaton besuchte bis 1825 das Middlebury College. Danach studierte er bis 1828 am Castleton Medical College Medizin. Nach dem Ende seines Medizinstudiums arbeitete er als Arzt in der Praxis seines Vaters in Enosburgh. Zwischenzeitlich war er auch als Lehrer tätig. Politisch wurde er Mitglied der Whig Party. In seiner Heimatstadt bekleidete er einige lokale Ämter in der Stadtverwaltung. Zwischen 1829 und 1830 sowie zwischen 1835 und 1836 war er Abgeordneter im Repräsentantenhaus von Vermont. Im Jahr 1837 sowie von 1839 bis 1843 gehörte er dem Staatssenat an.

## Gouverneur von Vermont und weiterer Lebenslauf
Im Jahr 1843 wurde Eaton zum Vizegouverneur seines Staates gewählt. Dieses Amt übte er bis 1846 aus. In diesem Jahr wurde er von seiner Partei zum Spitzenkandidaten für die anstehende Gouverneurswahl nominiert. Der Ausgang der Wahl war sehr knapp und die Entscheidung musste wieder einmal die Legislative des Staates treffen. Dieser Vorgang spielte sich in den 1830er und 1840er Jahren in Vermont öfter ab. Die Legislative bestimmte Eaton zum neuen Gouverneur. Dieser trat dieses Amt am 9. Oktober 1846 an. Nach einer Wiederwahl ein Jahr später konnte er bis zum 1. Oktober 1848 in diesem Amt bleiben. Gouverneur Eaton war ein Gegner der Annexion von Texas und des Mexikanisch-Amerikanischen Krieges. Als Gegner der Sklaverei war er auch gegen die Aufnahme neuer Bundesstaaten in die Union, in denen die Sklaverei erlaubt werden sollte. In der Frage der Prohibition setzte der Gouverneur eine Volksabstimmung durch, die darüber entscheiden sollte, ob für Händler alkoholischer Getränke entsprechende Lizenzen ausgestellt werden sollten.
Im Jahr 1848 war Eaton Delegierter auf einer Versammlung zur Überarbeitung der Staatsverfassung. Danach zog er sich aus der Politik zurück. Von 1848 bis 1854 war er Lehrer für Chemie und naturwissenschaftliche Geschichte in Middlebury. Horace Eaton starb am amerikanischen Nationalfeiertag, dem 4. Juli 1855. Er war zweimal verheiratet und hatte zwei Kinder.